# Gairigaun
Gairigaun (nep. गैरीगाउं) – gaun wikas samiti w zachodniej części Nepalu w strefie Rapti w dystrykcie Rolpa. Według nepalskiego spisu powszechnego z 2011 roku liczył on 938 gospodarstw domowych i 4561 mieszkańców (2478 kobiet i 2083 mężczyzn).